# Bartolomeo Borghesi
Bartolomeo Borghesi (Savignano sul Rubicone, 11 luglio 1781 – Città di San Marino, 16 aprile 1860) è stato un numismatico ed epigrafista italiano naturalizzato sammarinese.
Molto apprezzato dai contemporanei, è noto soprattutto per i suoi studi di epigrafia e di numismatica.

## Biografia
Figlio di Pietro Borghesi, studiò prima a Bologna e dopo a Roma, dove per incarico di papa Pio VII curò la catalogazione di numerose collezioni numismatiche del Vaticano e produsse la sua opera monumentale Nuovi Frammenti dei Fasti Consolari Capitolini (1818-1820), che gli valse la stima degli studiosi di tutto il mondo e fornì le basi per la cronologia della storia di Roma.
Di simpatie liberali, fu perseguitato dai governi della Restaurazione e costretto nel 1821 a ritirarsi a San Marino, dove fu chiamato a ricoprire cariche pubbliche. Prima di morire il Borghesi concepì il progetto di collezionare tutte le iscrizioni latine, progetto ripreso poi dall'Accademia di Berlino sotto la responsabilità di Theodor Mommsen e che ha dato vita al Corpus Inscriptionum Latinarum.
A dimostrazione della riconosciuta notorietà dello studioso, vi è la circostanza che, dopo la sua morte, Napoleone III ordinò la pubblicazione di tutte le opere di Borghesi.
Il suo busto è raffigurato in una edizione commemorativa della moneta da 2 euro della Repubblica di San Marino del 2004 e su una cartolina postale emessa il 23 aprile 1981 sempre da San Marino.